# Kreis Vecsés
Vecsés (ungarisch Vecsési járás) ist ein Kreis im Zentrum des mittelungarischen Komitats Pest, südöstlich der Landeshauptstadt Budapest gelegen. Er grenzt im Norden an den Kreis Gödöllő, im Osten an die Kreise Nagykáta sowie Monor und im Südwesten an den Kreis Gyál. Im Nordwesten bildet Budapest die Komitatsgrenze.

## Geschichte
Der Kreis entstand im Zuge der ungarischen Verwaltungsreform Anfang 2013 aus Teilen des Kleingebietes Monor (ungarisch Monori kistérség). Das Kleingebiet gab 4 seiner 15 Gemeinden ab, entsprechend einem Anteil von 26,6 % der Fläche bzw. 43,3 % der Bevölkerung.

## Gemeindeübersicht
Der Kreis Vecsés hat eine durchschnittliche Gemeindegröße von 12.050 Einwohnern auf einer Fläche von 29,94 Quadratkilometern. Die Bevölkerungsdichte liegt geringfügig unter dem Wert des Komitats (193). Der Kreissitz befindet sich in der größten Stadt, Vecsés, im Westen des Kreises gelegen. Die Stadt grenzt an den 18. Bezirk (XVIII. kerület) von Budapest.
| 4 Gemeinden  | Status       | Herkunft Kleingebiet | Einwohnerzahl | Einwohnerzahl | Einwohnerzahl | Fläche (km²) | Bevölkerungs- dichte (Ew./km²) |
| 4 Gemeinden  | Status       | Herkunft Kleingebiet | 01.10.2011    | 01.01.2013    | 01.01.2016    | 01.01.2016   | Bevölkerungs- dichte (Ew./km²) |
| ------------ | ------------ | -------------------- | ------------- | ------------- | ------------- | ------------ | ------------------------------ |
| Ecser        | Großgemeinde | Monor                | 3.775         | 3.624         | 3.714         | 13,10        | 283,5                          |
| Maglód       | Stadt        | Monor                | 11.738        | 11.753        | 12.037        | 22,38        | 537,8                          |
| Üllő         | Stadt        | Monor                | 11.425        | 11.585        | 11.774        | 48,10        | 244,8                          |
| Vecsés       | Stadt        | Monor                | 20.088        | 20.164        | 20.673        | 36,17        | 571,6                          |
| Kreis Vecsés |              |                      | 47.026        | 47.126        | 48.198        | 119,75       | 402,5                          |